# Athemus hisamatsui
Athemus hisamatsui es una especie de coleóptero de la familia Cantharidae.

## Distribución geográfica
Habita en  Japón.